# Her Friend the Bandit
Her Friend the Bandit (noto anche col titolo Mabel's Flirtation) è un cortometraggio muto del 1914 prodotto e diretto da Mack Sennett. Il film, prodotto dalla Keystone Pictures Studio, è l'unico a essere andato perduto tra quelli interpretati da Charlie Chaplin per la Keystone. Fu completato il 22 maggio 1914 e distribuito negli Stati Uniti dalla Mutual Film il 4 giugno.

## Trama
Un bandito ruba al conte De Beans vestiti ed invito al ricevimento della nobile signorina De Rock, quindi si reca alla festa spacciandosi per lui. Qui si esibisce in svariate gaffe sociali, fino all'arrivo dei Keystone Cops.

## Distribuzione
- 1º giugno 1914 negli Stati Uniti
- 22 ottobre 1916 in Spagna (Charlot ladrón elegante)
- 16 marzo 1918 in Danimarca (Chaplin som Subjekt)